# 白苞蒿
白苞蒿（学名：Artemisia lactiflora）是菊科蒿属的植物。分布在新加坡、老挝、印度、柬埔寨、越南、印度尼西亚、台湾岛以及中国大陆的江苏、湖南、贵州、湖北、广西、广东、浙江、甘肃、云南、四川、福建、安徽、江西、陕西、河南等地，生长于海拔3,000米的地区，多生于山谷等湿润、林下、林缘、灌丛边缘以及略为干燥地区。
种名lactiflora意为“乳白色花的”。

## 别名
秦州菴闾子（政和本草），鸭脚艾（生草药性备要），鸡甜菜（陆川本草），四季菜（江苏南部种子植物手册），白花蒿（海南植物志），广东刘寄奴、甜菜子（福建、浙江、广东、广西），野芹菜、白花艾、鸭脚菜（湖南、广西），珍珠菊（江西），土三七、肺痨草、野红芹菜、白米蒿（四川），红姨妈菜（贵州）,角菜、珍珠菜、真珠菜、香芹菜、四季菜、乳白艾、甜菜、香甜菜、納艾香、鴨掌艾

## 异名
- Artemisia lactiflora Wall. ex DC. var. incisa (Pamp.) Ling et Y. R. Ling
- Artemisia lactiflora Wall. ex DC. var. taibaishanensis X. D. Cui